# Cicha woda
„Cicha woda“ je singl hudebního producenta Donatana a zpěvačky Cleo. Píseň pochází z alba s názvem Hiper/Chimera. Jako hostující umělec se v písni objevil wrocławský raper Adrian „Sitek” Kryński. Kompozice byla ve formátu digital download vydána 23. dubna 2014 pod hlavičkou hudebního vydavatelství Urban Rec.
Skladbu produkoval Donatan. Nahrávání kompozice proběhlo ve studiu Gorycki & Sznyterman Studio v Krakówě ve spolupráci s realizátorem Jarosławem Baranem. Píseň začíná monologem, který namluvil herec Krzysztof Globisz. K písni byl nahrán i videoklip, který režíroval Piotr Smoleński.

## Žebříčky
| Země   | Žebříček               | Nejvyšší umístění |
| ------ | ---------------------- | ----------------- |
| Polsko | ZPAV Airplay – Top     | 11                |
| Polsko | ZPAV AirPlay – Nowości | 1                 |
| Polsko | RMF FM – Poplista      | 4                 |